# پائولا کاردولو

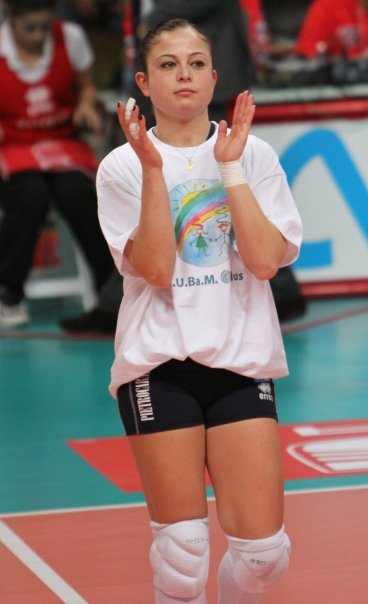
پائولا کاردولو در سال ۲۰۱۰

پائولا کاردولو (انگلیسی: Paola Cardullo) بازیکن والیبال اهل ایتالیا، عضو تیم ملی والیبال زنان ایتالیا و باشگاه فورلی است. پائولا بعد از دعوت به تیم ملی در سال ۲۰۰۱ به والیبال قهرمانی جهان ۲۰۰۲ رسید، با قهرمانی ایتالیا مدال طلا را همراه با دیگر بازیکن‌ها به دست آورد و در انتها نیز برنده جایزه فرپلیشد. دو مدال طلا قهرمانی اروپا، یک مدال طلا جام جهانی و یک طلا جایزه بزرگ جهان از دیگر دست‌آوردهای کاردولو است. پائولا در المپیک ۲۰۰۷ نیز حضور داشت و به عنوان بهترین لیبرو مسابقات انتخاب شد.